# Стрелац (астролошки знак)
Стрелац је девети по реду знак Зодијака. Убраја се у знакове позитивног поларитета, који се још називају и мушки односно дневни. Његов елемент је ватра а по квалитету спада у променљиве знаке, уз Близанце, Девицу и Рибе.  Планета која влада овим знаком је Јупитер. Такође, Стрелац се у савременој астрологији сматра природним владаром девете астролошке куће.